# 野田市役所
野田市役所（のだしやくしょ）は、千葉県野田市の執行機関および事務を行う施設である。

## 概要
組織としては1950年に千葉県では8番目の市役所として発足。現庁舎は1993年完成。高さ40mで野田市で最も高い建築物である。高層棟は8階建て、低層棟は5階建て。国道16号沿いで野田市文化会館に隣接する。旧庁舎跡地は1998年（平成10年）10月に欅のホールとして開館した。

## 沿革
- 1993年（平成5年） - 5月3日に落成式、5月10日開庁。
- 2016年（平成28年）5月 - 市庁舎最上階のレストランが閉店。会議室となる。

## 組織
| 階 | 概 要 |
| -- | --- |
| 8F | 大会議室 |
| 7F | 教育長室、学校教育課、指導課、社会体育課、社会教育課、農政課、農業委員会事務局、選挙管理委員会事務局                                                  |
| 6F | 都市計画課、営繕課、みどりと水のまちづくり課、都市整備課、道路建設課                                                                                  |
| 5F | 行政管理課、清掃計画課、環境保全課、用地課、人権・男女共同参画推進課                                                                                  |
| 4F | 野田市議会、市長室、副市長室、応接室、記者クラブ |
| 3F | 企画調整課、財政課、広報広聴課、総務課、人事課、管財課、商工観光課、正副議長室、議会事務局、情報公開コーナー                                          |
| 2F | 保育課、管理課、下水道課、課税課、収税課、市民生活課、防災安全課、消費生活センター                                                                    |
| 1F | 市民相談室、ふれあいギャラリー、生活支援課、障がい者支援課、高齢者支援課、介護保険課、介護保険課 地域包括支援センター、市民課、国保年金課、児童家庭課 |

## 関宿支所
2003年に関宿町役場が合併に伴い野田市関宿支所に改称。2004年（平成16年）4月1日、旧関宿町役場庁舎をいちいのホール（関宿町の木を由来）に模様替えして開庁。図書館も入居している。

## アクセス
- 東武野田線（東武アーバンパークライン）愛宕駅から徒歩15分
- 愛宕駅からまめバス（北、新北、中左、南右、新南ルート）「市役所」バス停下車
- 茨急バス岩井車庫行き「野田市文化会館入口」バス停下車徒歩3分